# Withius laysanensis
Espèce
Synonymes
- Chelifer laysanensis Simon, 1899

Withius laysanensis est une espèce de pseudoscorpions de la famille des Withiidae.

## Distribution
Cette espèce est endémique de Laysan à Hawaï aux États-Unis.

## Description
Le mâle holotype mesure 2,5 mm.

## Étymologie
Son nom d'espèce, composé de laysan et du suffixe latin -ensis, « qui vit dans, qui habite », lui a été donné en référence au lieu de sa découverte, Laysan.

## Publication originale
- Simon, 1899 : Ergebnisse einer Reise nach dem Pacific (Schauinsland 1896-1897). Arachnoideen. Zoologische Jahrbücher, Abtheilung für Systematik, Geographie und Biologie der Thiere, vol. 12, p. 411-437 (texte intégral).